# 쿠니오 나카무라
쿠니오 나카무라(Kuniwo Nakamura 일본어: クニヲ・ナカムラ, 中村 國雄 1943년 11월 24일 ~ 2020년 10월 14일)는 팔라우의 6대 대통령을 역임한 일본계 인물이다.
남양 군도가 일본의 위임통치령일 당시 그 중심도시이자 현재 팔라우의 수도인 코로르에서 팔라우인 추장의 딸과 미에현 출신 일본남성 사이에 8남매 중 7번째로 태어났다. 태평양 전쟁에는 팔라우 섬 아이메리크의 에우레이 촌에 강제이주를 당하고 2살 때인 1945년 일본의 패전으로 팔라우는 미국신탁통치령이 된다.
그의 일가는 고국의 고향으로 철수하지만, 패전 후 식량부족 및 차별 때문에, 팔라우로 다시 복귀한다. 팔라우의 모계사회 중심제 때문에 자녀들의 귀향에는 문제가 없었으나, 그의 아버지는 거주허가를 받는 데 어려움을 겪었고 이 때문에 일본어 교육을 제대로 받지 못했다.
베리류 지구에서 유소년기를 보낸 후 버브테스트 교회의 목사집에서 기숙하면서 괌에서 고등학교를 졸업한 후, 하와이 대학에 진학하였다. 졸업 후에는 팔라우로 돌아와 교사가 되었으나, 곧 미크로네시아 의회선거에 출마했다가 낙선했다.
유엔신탁통치령의 경제적 조언 및 얍 지구의 경제개발직원을 역임하고, 1970년 아이메리크의 유력한 부족의 딸과 결혼했는데 이는 후에 강력한 정치적 어드벤티지가 된다.

## 정치 경력
1981년 팔라우 독립의 첫걸음으로서 자치정부 및 헌법이 만들어졌다. 그러나 헌법조항 중 비핵조항이 문제가 되어 1992년 주민투표에 의해 삭제되게 되었다. 또한 신탁통치종료를 위해 1982년 미국과의 사이에서 맺은 50년간의 자유연합협정은 1983년 이후의 일곱 차례의 주민투표에서 75% 이상의 찬성표를 얻지 못하여 결국 승인되지 못했다.
하지만 이러한 지지부진속에 대통령 암살과 자살, 파업 및 폭파사건 등 정정불안이 계속되었다.
나카무라는 지속적으로 독립을 주장, 1993년에 전임자의 갑작스런 유고에 따라 대통령에 취임하여, 2001년까지 제3대와 4대 대통령에 취임하였다. 재임 중 독립운동에 계속 전념하여 1994년에 결국 독립 및 유엔가입을 성취하였다. 미국을 제외하고는 일본과의 외교, 무역관계를 매우 중시하여 수차례 방일한 바 있다.
팔라우는 현재 지구상에서 일본 말고 일본어가 공용어로 지정된 유일한 국가이다. 퇴임후에도 여러 차례 방일하여, 와세다 대학교 등지에서 강연하였다.
국가원수로는 유일하게 새로운 역사 교과서를 만드는 모임(약칭 새역모)의 지지자로서 이름이 올라 있었으나, 현재는 삭제되었다. 새역모는 창설초기에 본인의 동의 없이 지지자 명을 올린 것으로 비판받고 있다. 한편 나카무라의 대리인자격의 인물은 야스쿠니 신사를 참배했다.

## 역대 선거 결과
| 선거명      | 직책명          | 대수 | 정당   | 1차 득표율 | 1차 득표수 | 2차 득표율 | 2차 득표수 | 결과 | 당락 |
| ----------- | --------------- | ---- | ------ | ---------- | ---------- | ---------- | ---------- | ---- | ---- |
| 1988년 선거 | 팔라우의 부통령 | 3대  | 무소속 | 61.82%     | 5,482표    |            |            | 1위  |      |
| 1992년 선거 | 팔라우의 대통령 | 6대  | 무소속 | 37.18%     | 3,138표    | 50.70%     | 4,841표    | 1위  |      |
| 1996년 선거 | 팔라우의 대통령 | 6대  | 무소속 | 53.71%     | 4,900표    | 64.33%     | 6,052표    | 1위  |      |